# Ekeby kyrka, Skåne
Ekeby kyrka är en kyrkobyggnad nordväst om Ekeby i Bjuvs kommun. Den är församlingskyrka i Kropps församling i Lunds stift.

## Historik
Kyrkan började byggas under 1100-talet och bestod då av långhus och kor med absid i romansk stil. Senare under medeltiden byggdes tornet.
Under 1860-talet revs hela den medeltida kyrkan, förutom tornet, då man uppförde ett nytt långhus. Kyrkan genomgick en restaurering 1926, då även den nuvarande altartavlan tillkom.
Under 2010 genomgick kyrkan en yttre renovering. Förutom att fasaden fick sig en upprustning, har man även bytt ut trasiga takpannor, kittat och målat om fönster, samt reparerat tornluckor.

## Inventarier
- Som altartavla har kyrkan en kopia av Carl Blochs målning Christus Consolator ("Kristus tröstaren") utförd av Ingeborg Westfelt-Eggertz.
- Dopfunten från 1100-talet är, i likhet med många andra skånska dopfuntar, utförd av sandsten.
- De två glasmålningarna i koret i högbränt, blyinfattat glas av konstnärerna Randi Fisher och Ralph Bergholtz är från 1971. De bär titeln Livets träd.
- Kyrkorgeln byggdes 1950 av Mårtenssons orgelfabrik i Lund.

### Orgel
- 1865 byggde Sven Fogelberg, Lund en orgel med 8 stämmor.
- 1922 byggde A. Mårtenssons Orgelfabrik AB, Lund med 16 stämmor.
- Den nuvarande orgeln byggdes 1957 av A. Mårtenssons Orgelfabrik AB, Lund och är en mekanisk orgel.

| Manual I      | Manual II     | Pedal        | Koppel |
| Gedackt 8'    | Spetsgamba 8´ | Subbas 16´   | I/P    |
| Principal 4'  | Rörflöjt 4'   | Gemshorn 8'  | II/P   |
| Oktava 2'     | Kvintadena 4' | Nachthorn 4' | II/I   |
| Mixtur 2 chor | Blockflöjt 2' |              |        |
|               | Oktava 1'     |              |        |